# Kresta II-klasse
De Kresta II-klasse is een NAVO-codenaam voor schepen van het Project 1134A Berkut A (Russisch: Большие противолодочные корабли проекта 1134-А) Het waren geleidewapenkruisers van de Sovjet-Unie tijdens de Koude Oorlog.
Deze scheepsklasse was de anti-onderzeebootvariant van de Kresta I-klasse. Deze schepen hadden een nieuw type anti-onderzeebootraket, nieuwe luchtdoelraketten en modernere sonar. Alle schepen werden gebouwd door de Zhdanov scheepswerf te Leningrad.

## Schepen
| Schip                                                                     | Kiellegging | tewaterlating | Gereed | Uit dienst |
| ------------------------------------------------------------------------- | ----------- | ------------- | ------ | ---------- |
| Krondstadt Кронштадт                                                      | 1966        | 1968          | 1969   | 1991       |
| Admiral Isakov Адмирал Исаков                                             | 1968        | 1969          | 1970   | 1993       |
| Admiral Nachimov Адмирал Нахимов                                          | 1968        | 1969          | 1970   | 1991       |
| Admiral Makarov Адмирал Макаров                                           | 1969        | 1970          | 1972   | 1992       |
| Marshal Voroshilov Маршал Ворошилов (hernoemd tot Chabarovsk (Хабаровск)) | 1970        | 1971          | 1973   | 1991       |
| Admiral Oktyabrsky Адмирал Октябьский                                     | 1970        | 1971          | 1973   | 1993       |
| Admiral Isachenkov Адмирал Исаченков                                      | 1970        | 1972          | 1974   | 1992       |
| Marshal Timoshenko Маршал Тимошенко                                       | 1972        | 1973          | 1975   | 1992       |
| Vasilij Tsjapaev Василий Чапаев                                           | 1973        | 1974          | 1976   | 1993       |
| Admiral Joemashev Адмирал Юмашев                                          | 1974        | 1976          | 1977   | 1993       |